# Ремі Бріка
Ремі Бріка (фр. Rémy Bricka; народився 10 квітня 1949 року в Нідербронн-ле-Бен, Нижній Рейн, Ельзас, Франція) — французький музикант, людина-оркестр, співак і мандрівник.

## Подорожі
1988 року одинаком на спеціальних лижах-поплавцях довжиною 4,2 м, допомагаючи собі двостороннім веслом, перейшов Атлантичний океан.
Бріка стартував 1 квітня 1988 року від пристані Санта-Крус-де-Тенерифе, не взявши з собою ніяких харчів, питної води та радіопередавача. За собою він тягнув невеличкий човен, в якому були 3 опріснювача морської води, резервуар для виловленої риби, компас та радіомаяк, який дозволяв стежити за його пересуванням в океані. Цей же човен слугував Ремі Бріка за ліжко під час відпочинку. Дорогою харчувався рибою та планктоном. Два з трьох опріснювачів зламалися, тому він вимушений був додавати до свого раціону морську воду.
31 травня 1988 року за 60 км від острова Тринідад, виснаженого та зазнаючого галюцинації, його підібрало японське судно. За 2 місяці Ремі Бріка подолав 5636 км, схуднув на 20 кг та пережив два великі шторми. В середньому він проходив по 90 км за день.
За це досягнення він був занесений до Книги рекордів Гіннеса та отримав звання «Пригода десятиліття».
2 серпня 1989 року Ремі Бріка також встановив рекорд швидкості ходіння по воді, пройшовши один кілометр (в олімпійському басейні у Монреалі) за 7 хвилин та 7,41 сек. Це його досягнення також було занесене до Книги рекордів Гіннеса.
У квітні 2000 року 51-річний Ремі Бріка покинув Лос-Анджелес, плануючи на лижах за 6 місяців перейти 7 800 миль Тихим океаном, йдучи по 14 годин на добу, і прибути до Сіднея до завершення літніх Олімпійських ігор.
Але дорогою циклон завдав йому великих прикрощів, і він вимушений був просити про допомогу. Використовуючи портативний пристрій обміну повідомленнями, він електронною поштою передав прохання до своєї дружини в Парижі: 
| Приходь і забери мене зараз, або мені доведеться подорожувати автостопом. |
Десять днів по тому, американське судно підібрало мандрівника у 500 милях на південь від Гавайських островів. Цього разу Ремі Бріка пройшов 4 847 миль за 153 дні.
Ремі Бріка автор книжки «Людина, яка ходить по воді» (фр. «L'homme qui marche sur l'eau») (1990).

## Музична діяльність
Ремі Бріка — людина-оркестр, яка носить на собі до 20 музичних інструментів, на яких він грає і співає одночасно. Музикант одягнений у білосніжний одяг і такий же циліндр. На плечах у нього сидить білий кролик і пара білих голубів. За спиною іскриться феєрверк. Основний контингент слухачів Бріка — діти, але й дорослих він не лишає байдужими. За свою кар'єру Ремі Бріка видав біля двох десятків музичних альбомів.

## Дискографія

### Сингли
- Tagada
- 1972: Pour un dollar pour un penny (автори — Серж Пріссе і Джим Ларріага[fr])
- 1974: Le Pantin
- 1976: La Vie en couleurs (автори — Гай Флоріан і Ніколя Скорський[fr])
- 1977: Ah ! Quelle famille (Флоріан і Скорський)
- 1977: Elle dit bleu, elle dit rose (Флоріан і Скорський)
- 1977: Petite fille du roi (автор — Ремі Бріка)
- 1977: Ta Maison dans les fleurs
- 1978: Chantons Noël
- 1979: Le Bon Dieu m'a dit
- 1979: Ok ! Pour un chien !
- 1985: Chanter la vie (автори — Філіп Давид і Ліза-Сільві Беллек)
- 1999: Marcher sur l'eau (автори — Філіп Лумон і Скорський)

### Альбоми

#### La Vie en couleurs
- La Vie en couleur
- Pas de problème
- Marcher sur l'eau
- Ta Maison dans les fleurs
- Le Bonheur n'est jamais loin
- Marylène
- Ma Petite Sirène
- Le Temps passe si vite
- Elle dit bleu, elle dit rose
- Libera
- Ah ! Quelle famille

#### Marcher sur l'eau
Випущений 30 жовтня 2000
- Marcher sur l'eau
- Pas de problème
- La Vie en couleur
- Ta Maison dans les fleurs
- Ma Petite Sirène
- Marylène
- Le Bonheur n'est jamais loin
- Le Temps passe si vite
- Elle dit bleu, elle dit rose
- Libera
- Ah ! Quelle famille
- Marcher sur l'eau (інструментальна)

## Книжки
- 1990: L'Homme qui marche sur l'eau (Людина, яка ходить по воді)
- Mes traversées pacifiques (Мій тихоокеанський перехід)